# Peter Chan
Peter Chan (en chino simplificado: 陈可辛, en chino tradicional: 陳可辛, Hong Kong, 28 de noviembre de 1962), también conocido como Peter Meng Wen Chan y Peter Ho-sun Chan, es un director de cine y productor hongkonés.

## Vida y carrera
Chan nació en Hong Kong y se fue a China con sus padres. Pasó su adolescencia y estudió en Tailandia, Luego se trasladó a los Estados Unidos, donde asistió a la escuela de cine en la UCLA. Regresó a Hong Kong en 1983 y comenzó a trabajar en la industria cinematográfica. Se desempeñó como segundo asistente del director y productor de Basil Lee en Heroes are not fat (‘los héroes no son gordos’), que se filmó en Tailandia. También fue gerente de locación en tres películas de Jackie Chan: Wheels on meals, The protector y Armour of God.
Su debut como director, Alan and Eric: Between Hello and Goodbye (‘Alan y Eric: entre el hola y el adiós’), ganó como mejor película en el Hong Kong Film Directors' Guild, en 1991. También ganó un premio al mejor actor (Eric Tsang, quien se convertiría en un colaborador frecuente con Chan) en el Hong Kong Film Awards.
A principios de los años noventa, Chan fue cofundador de la UFO (United Filmmakers Organization: Organización de Cineastas Unidos), que produjo muchas películas exitosas en Hong Kong, incluyendo su propia He ain't heavy, he’s my father. Otros éxitos comerciales y de crítica, incluyen a Tom, Dick and Hairy, He's a woman, she's a man y Comrades, Almost a Love Story.
A finales de los noventa, Chan trabajó en Hollywood, donde dirigió The love letter (La carta de amor), protagonizada por Kate Capshaw, Ellen DeGeneres y Tom Selleck. En 2000, Chan cofundó Applause Pictures con Teddy Chen y Allan Fung. El enfoque de la compañía era el fomento de los lazos con cineastas panasiáticos, y la producción de películas como Jan Dara (de Nonzee Nimibutr, de Tailandia), One fine spring day (de Hur Jin-Ho, de Corea del Sur), Samsara (de Huang Jianxin, de China), The Eye de Danny y Oxide Pang y el cineasta Christopher Doyle.
El musical de Chan Perhaps Love (2005) cerró el Festival de Cine de Venecia 2005 y obtuvo para Hong Kong una nominación al Óscar en la categoría de mejor película extranjera.
Chan tiene una hija (nacida en 2006) con la actriz hongkonesa Sandra Ng. En enero de 2010 la pareja anunció que se casaría.

## Filmografía

### Como director
- Alan And Eric : Between Hello And Goodbye (1991)
- He Ain't Heavy, He's My Father (1993)
- Tom, Dick And Hairy (1993)
- Trouble, I've Had It All My Days (1994)
- The Age Of Miracles (1996)
- Comrades, Almost a Love Story (1996)
- Who's The Woman, Who's The Man (1996)
- The Love Letter (1999)
- Three (Segmento Going Home) (2002)
- Project 1:99 (2003)
- Perhaps Love (2005)
- The Warlords (2007)
- Waiting (2009)
- Wu Xia (2011)

### Como productor
- Heroes Are Not Fat (1983)
- Tong (1986) (1986)
- News Attack (1989)
- Whampoa Blues (1990)
- Curry and Pepper (1990)
- Alan And Eric : Between Hello And Goodbye (1991)
- The Days Of Being Dumb (1992)
- Yesteryou, Yesterme, Yesterday (1993)
- He Ain't Heavy, He's My Father (1993)
- He's A Woman, She's A Man (1994)
- Over The Rainbow, Under The Skirt (1994)
- Twenty Something (1994)
- Happy Hour (1995)
- The Age Of Miracles (1996)
- Comrades: Almost a Love Story (1996)
- Who's The Woman, Who's The Man (1996)
- Twelve Nights (2000)
- Jan Dara (2001)
- The Eye (2002)
- Three (Segmento Going Home) (2002)
- Golden Chicken (2002)
- The Eye 2 (2004)
- Three... Extremes (2004)
- The Eye 3: Infinity (2005)
- The Eye (remake) (2008)
- Bodyguards and Assassins (2009)